# David Luque Camacho
David Ismael Luque Camacho, né le 15 avril 1968, est un karatéka espagnol connu pour avoir remporté le titre de champion du monde en kumite individuel masculin moins de 60 kilos aux championnats du monde de karaté 1996 et 1998.

## Palmarès
- 19 novembre 1992 :  Médaille d'argent en kumite individuel masculin moins de 60 kilos aux championnats du monde de karaté 1992 à Grenade, en Espagne[2].
- 7 novembre 1996 :  médaille d'or en kumite individuel masculin moins de 60 kilos aux championnats du monde de karaté 1996 à Sun City, en Afrique du Sud[3].
- 18 octobre 1998 :  médaille d'or en kumite individuel masculin moins de 60 kilos aux championnats du monde de karaté 1998 à Rio de Janeiro, au Brésil[4].
- 5 mai 2000 :  Médaille de bronze en kumite individuel masculin moins de 60 kilos aux championnats d'Europe de karaté 2000 à Istanbul, en Turquie[5].
- 11 mai 2001 :  médaille d'or en kumite individuel masculin moins de 60 kilos aux championnats d'Europe de karaté 2001 à Sofia, en Bulgarie[6].
- 3 mai 2002 :  Médaille de bronze en kumite individuel masculin moins de 60 kilos aux championnats d'Europe de karaté 2002 à Tallinn, en Estonie[7].
- 9 mai 2003 :  Médaille d'argent en kumite individuel masculin moins de 60 kilos aux championnats d'Europe de karaté 2003 à Brême, en Allemagne[8].
- 2004 :
  - 7 mai :  médaille d'or en kumite individuel masculin moins de 60 kilos aux championnats d'Europe de karaté 2004 à Moscou, en Russie[9].
  - 18 novembre :  Médaille de bronze en kumite individuel masculin moins de 60 kilos aux championnats du monde de karaté 2004 à Monterrey, au Mexique[10].
- 2006 :
  - 5 mai :  médaille d'or en kumite individuel masculin moins de 60 kilos aux championnats d'Europe de karaté 2006 à Stavanger, en Norvège[11].
  - Cinquième en kumite individuel masculin moins de 60 kilos aux championnats du monde de karaté 2006 à Tampere, en Finlande[12].
- 4 mai 2007 :  Médaille de bronze en kumite individuel masculin moins de 60 kilos aux championnats d'Europe de karaté 2007 à Bratislava, en Slovaquie[11].